# Margita Balaštíková
Margita Balaštíková (* 16. září 1967 Uherské Hradiště) je česká politička, od roku 2013 poslankyně Poslanecké sněmovny PČR, v letech 2016 až 2020 zastupitelka a radní Zlínského kraje, členka hnutí ANO (v srpnu 2025 členství pozastavila).

## Život
Vystudovala střední ekonomickou školu v Uherském Hradišti. Následně pracovala mimo jiné v Agrokombinátu Slušovice, jako ředitelka ve slovenské finanční společnosti či jako vedoucí leasingu nákladní a osobní dopravy u ČSOBL. Od roku 2007 (jiný údaj 2006) do roku 2013 působila jako ředitelka Hřebčína Napajedla, a.s., kde byla od 16. dubna 2007 místopředsedkyní a od 6. dubna 2011 předsedkyní představenstva, a to do 19. března 2014.
V roce 2013 byla zvolena viceprezidentkou Českého svazu chovatelů plnokrevníka a majitelů dostihových koní. Byla činná také v České jezdecké federaci.
Margita Balaštíková je rozvedená, žije v obci Tupesy u Uherského Hradiště. V roce 2025 uvedl server Seznam Zprávy, že Balaštíková se v roce 2023 snažila poškodit firmy jejího bývalého manžela tím, že usilovala o to, aby na ně posílala kontroly místní krajská hygienická stanice. Den poté bylo zjištěno, že paní Balaštíková domlouvala zastřelení psa, který patří partnerce jejího bývalého manžela.

## Politické působení
Ve volbách do Poslanecké sněmovny PČR v roce 2013 kandidovala z pozice nestraníka ve Zlínském kraji na druhém místě kandidátky hnutí ANO a byla zvolena. Později do hnutí vstoupila a na III. sněmu ANO byla na konci února 2015 zvolena členkou předsednictva hnutí (získala 96 hlasů ze 186 možných, tj. 52 %). Tuto pozici zastávala do února 2017.
V krajských volbách v roce 2016 byla lídryní kandidátky ANO ve Zlínském kraji a byla zvolena zastupitelkou. Dne 2. listopadu 2016 se stala radní kraje pro životní prostředí a zemědělství. Ve volbách v roce 2020 mandát obhajovala, ale neuspěla. Skončila tak i v pozici krajské radní.
Ve volbách do Poslanecké sněmovny PČR v roce 2017 obhájila svůj poslanecký mandát za hnutí ANO ve Zlínském kraji.
V říjnu 2021 kandidovala za ANO ve volbách do Poslanecké sněmovny PČR ze 4. místa kandidátky ve Zlínském kraji. Získala 2 258 preferenčních hlasů, což však na zvolení nestačilo, protože z 22. místa kandidátky víc než 5 000 preferenčních hlasů přesunulo na druhou pozici hejtmana Zlínského kraje Radima Holiše. Ten se však rozhodl upřednostnit funkci hejtmana a po složení slibu se poslaneckého mandátu vzdal. Jeho místo pak ve sněmovně zaujala jako první náhradnice právě Balaštíková.
Je členkou sněmovního zemědělského výboru a stínovou ministryní zemědělství (ANO). Dle poslance Michala Kučery (TOP 09), Balaštíková ve výboru působila aktivně a vždy vystupovala velmi ostře hájila zájmy velkých agrobaronů, což měla obhajovat tím, že jedině velké firmy nakrmí národ. Poslanec Karel Smetana (KDU-ČSL) však uvedl, že její zapojení do debaty nikdy nepůsobilo konstruktivně a bylo jen o emocích a ideologickém zaslepení.
Ve volbách do Poslanecké sněmovny PČR v roce 2025 měla původně kandidovat na 3. místě kandidátky hnutí ANO ve Zlínském kraji. Po jejích aférách ji však hnutí z kandidátky vyškrtlo. Pozastavila také své členství v hnutí ANO.

## Politické aféry
V srpnu 2025 čelila podezření z plánování útoku na firmu svého bývalého manžela, společnosti ChemProgres, kterou zastupoval jako jednatel. Podle zveřejněných audionahrávek, pořízených během rozvodového řízení, údajně hovořila o zneužití kontaktů na ředitelku krajské hygienické stanice ve Zlíně, aby iniciovala opakované kontroly cílené na manželovu firmu. V nahrávkách například pronesla: „No a jak já budu mít rozvod a vystěhování, tak začnu topit tu firmu.“ Poté usilovala o setkání s ředitelkou hygieny, během kterého měly být navrženy pokuty na úkor firmy, aby zanikla. Balaštíková plánovala následně založit novou firmu se stejným sortimentem. Krajská hygienická stanice Zlínského kraje i sama ředitelka případná obvinění odmítly, s odvoláním na svůj transparentní postup v souladu se zákonem.
V létě 2023 zachytil skrytě pořízený zvukový záznam z rodinného domu Margity Balaštíkové její opakované snahy objednat zabití psa, který patřil nové partnerce jejího manžela. Po zveřejnění skrytých nahrávek čelila poslankyně výrazné kritice ze strany vedení hnutí ANO. Andrej Babiš oficiálně potvrdil, že Balaštíkovou hnutí ANO vyškrtlo ze své kandidátky do sněmovních voleb 2025. Ke složení mandátu však vyzvána nebyla. Balaštíková se brání a tvrdí, že nahrávka je podvrh. Server Novinky.cz pak přišel s informací, že se trestním oznámením na Balaštíkovou Policie ČR zabývala již od února 2025.